# سیارک ۱۴۱۳۴
سیارک ۱۴۱۳۴ (به انگلیسی: 14134 Penkala، نامگذاری:1998RP42) چهارده هزار و صد و سی و چهارمین سیارک کشف شده‌است که در ۱۴ سپتامبر ۱۹۹۸ کشف شد.
قدر مطلق سیارک برابر ۱۹.۵ است.